# Lothar Toller
Lothar Toller (* 17. Oktober 1891 in Coswig; † 3. November 1956 in Traisa) war ein deutscher Maler und Radierer des 20. Jahrhunderts.

## Leben und Werk
Im Jahr 1919, nach dem Kriegsdienst, kam Toller nach Darmstadt, dort arbeitete er als freier Künstler. Er war ein Autodidakt. In den 1920er Jahren lag der Schwerpunkt seiner Arbeit auf der Malerei. Landschaften und Bildnisse waren überwiegend seine Themen. Häufig wählte er Motive aus Darmstadt. Er schuf unter anderem die Aquarelle Letzter Schnee (Städtische Galerie Darmstadt), Auf der Mathildenhöhe, Mädchenkopf und Kiefern an der Bergstraße.
Daneben befasste er sich auch mit dem klassischen Motiv des Stilllebens. Toller war Mitglied der „Darmstädter Gruppe“. Er ist der Stilrichtung der Neuen Sachlichkeit zuzuordnen. Zeitweilig arbeitete Toller als Buchbinder, Bühnenbildner, Kalligraf, Zeichner, Grafiker und Radierer. Der Bildhauer Wilhelm Loth war um 1935 ein Schüler von Toller.
Bei einem Luftangriff auf Darmstadt im Jahr 1944 verlor er seine Familie und sein gesamtes bis dahin entstandenes Werk.
Nach dem Zweiten Weltkrieg entstanden Aquarelle, Gouachen, Zeichnungen und vor allem sehr fein gearbeitete Radierungen von Darmstadt und Umgebung.